# Dolichopus retinens
Dolichopus retinens är en tvåvingeart som beskrevs av Van Duzee 1921. Dolichopus retinens ingår i släktet Dolichopus och familjen styltflugor. Inga underarter finns listade i Catalogue of Life.